# Kesselbruch
Ein Kesselbruch ist in der Tektonik ein durch Verwerfungen (Brüche) entstandenes Senkungsfeld.
Im Gegensatz zur Grabensenkung ist ein Kesselbruch mehr oder weniger kreisförmig begrenzt.
Beispiele für derartige Landschaftsformen sind
- der Arnsdorfer Granitstock bei Vierkirchen (Oberlausitz)
- der Kesselbruchweiher im Stadtgebiet von Frankfurt am Main
- der Steinbruch Balmholz

Das Nördlinger Ries wurde lange Zeit als Kesselbruch angesehen, ehe man feststellte, dass es sich um einen Impaktkrater handelt.